# El Beda
El Beda ist der arabische Name einer prädynastischen Siedlung und Nekropole im dritten Jahrtausend v. Chr., die etwa 53 km östlich von Minschat Abu Omar entfernt auf der Sinai-Halbinsel lag.
Für diese Zeit sind bereits altägyptische Handelsbeziehungen nach Retjenu belegt, was auch erklärt, dass El Beda eine Station auf dem ursprünglichen Horusweg darstellte.